# William Bywater Grove
William Bywater Grove (Birmingham, 24 de octubre de 1848 - 6 de enero de 1938) fue un biólogo y botánico británico. Se especializó en microbiología, y es recordado en particular como micólogo.

## Biografía
Nació en Birmingham. Desde 1887 hasta 1900 fue director de la Escuela Media St. Edmunds para jóvenes, Birmingham. Uno de los alumnos de esa escuela durante ese período fue Augustus Daniel Imms, prominente entomólogo. De 1905 a 1927 Grove dio clases en botánica en Birmingham Municipal Technical School.
Fue el Curador Honorario del Herbario de Fungus en la Universidad de Birmingham.

## Algunas publicaciones
- 1884. A Synopsis of the Bacteria and Yeast Fungi and Allied Species (Schizomycetes and Saccharomycetes).[3]
- 1888. A description of a new species of mushroom, Russula claroflava.[4]
- 1891. (con James Eustace Bagnall) "Fungi", in The Flora of Warwickshire.[5]
- 1910. The Mycetozoa (in the series The Fauna of the Midland Plateau).[6]
- 1913. The British Rust Fungi (Uredinales) : their Biology and Classification.[7]
- 1915. A Pocket Synopsis of the Families of British Flowering Plants (based upon the system of Engler).[8]
- 1935-1937. British Stem- and Leaf-Fungi (Coelomycetes), in 2 v.[9][10]
- Tradujo el tratado micológico de Louis Rene y Charles Tulasne, Selecta Fungorum Carpologia[11] al inglés.

## Premios y reconocimientos
- 1952 es galardonado con la medalla linneana

## Eponimia
Especies
- (Myrtaceae) Melaleuca groveana Cheel & C.T.White[12]